# Trinidad e Tobago 0–1 Estados Unidos (Eliminatórias da Copa do Mundo FIFA de 1990)
A partida entre as seleções de futebol de Trinidad e Tobago e Estados Unidos foi realizada em 19 de novembro de 1989, no Estádio Hasely Crawford, em Port of Spain, capital do país mandante. Os Estados Unidos venceram por 1 a 0, gol do meia Paul Caligiuri - este gol, inclusive, foi eleito como o mais importante da história do futebol norte-americano em votação da revista Sports Illustrated, e foi alcunhado pela imprensa estadunidense de "The shot heard 'round the world" (em português "o chute que foi ouvido por todo o mundo").

## Contexto
A fase final das eliminatórias da CONCACAF para a Copa de 1990 reuniu, além de Trinidad e Tobago e Estados Unidos, as seleções da Costa Rica, El Salvador e da Guatemala. O destaque negativo foi a punição de 2 anos ao México, em decorrência do chamado "Escândalo dos Cachirules" (4 jogadores de La Tri que disputavam um torneio classificatório para o Mundial Sub-20 estavam com idade superior à permitida pela entidade). Com isso, a Costa Rica se classificou automaticamente, mesmo sem entrar em campo. Restava a briga pela última vaga, que seria decidida entre Trinidad e Tobago e Estados Unidos - El Salvador e Guatemala estavam de fora da disputa. Um empate classificava Trinidad, que possuía uma de suas melhores seleções na história, conhecida por "Strike Squad. Entre seus jogadores, estavam Dwight Yorke (ainda em início de carreira) e Russell Latapy, que fariam carreira no futebol europeu nas décadas de 1990 e 2000.

## O jogo
Formada em sua maioria por jogadores universitários e semi-profissionais (Paul Caligiuri, Bruce Murray e Peter Vermes eram os únicos profissionais do time), a Seleção Norte-Americana criou sua primeira chance no início do jogo, quando John Harkes cabeceou, sem êxito, ao gol de Michael Maurice. A resposta dos trinitários veio com Elliot Allen, que tentou surpreender Tony Meola por 2 vezes, em cobrança de falta e num chute de fora da área.
Aos 30 minutos, Caligiuri, que na época jogava na época pelo SV Meppen (segunda divisão alemã), recebeu de Bruce Murray (sem clube após deixar o Luzern), driblou um defensor de Trinidad e chutou a 45 metros de distância. O goleiro Maurice ficou parado, e alegou que fora atrapalhado pelo sol.
Depois do intervalo, Trinidad foi com tudo para o ataque em busca do empate que daria a classificação. Porém, o esforço dos caribenhos foi em vão, uma vez que Meola se destacou e garantiu a vaga dos Estados Unidos à Copa de 1990, 40 anos depois da última participação, em 1950.

## Detalhes
| 19 de novembro de 1989 | Trinidad e Tobago | 0 – 1 | Estados Unidos | Estádio Hasely Crawford, Port of Spain           |
| 16:15 (UTC+3)          |                   |       | Caligiuri 30'  | Público: 35,000 Árbitro: ARG Juan Carlos Loustau |

| Trinidad e Tobago | Estados Unidos |

| GK               | 22 | Michael Maurice   |  |     |
| DF               | 19 | Dexter Lee        |  | 76' |
| DF               | 2  | Clayton Morris () |  |     |
| DF               | 5  | Floyd Lawrence    |  |     |
| DF               | 4  | Dexter Francis    |  |     |
| MF               | 17 | Kerry Jamerson    |  |     |
| MF               | 12 | Elliot Allen      |  | 60' |
| MF               | 10 | Russell Latapy    |  |     |
| MF               | 8  | Hutson Charles    |  |     |
| FW               | 14 | Philibert Jones   |  |     |
| FW               | 11 | Leonson Lewis     |  |     |
| Substituições:   |    |                   |  |     |
|                  | 15 | Maurice Alibey    |  | 60' |
|                  | 16 | Dwight Yorke      |  | 76' |
| Técnico:         |    |                   |  |     |
| Everald Cummings |    |                   |  |     |

| GK             | 20 | Tony Meola           |  |     |
| DF             | 2  | Steve Trittschuh     |  |     |
| DF             | 3  | John Doyle           |  |     |
| DF             | 12 | Paul Krumpe          |  | 62' |
| DF             | 5  | Mike Windischmann () |  |     |
| MF             | 8  | Brian Bliss          |  |     |
| MF             | 6  | John Harkes          |  |     |
| MF             | 7  | Tab Ramos            |  |     |
| MF             | 15 | Paul Caligiuri       |  |     |
| FW             | 16 | Bruce Murray         |  |     |
| FW             | 10 | Peter Vermes         |  |     |
| Substituições: |    |                      |  |     |
|                | 14 | John Stollmeyer      |  | 62' |
| Técnico:       |    |                      |  |     |
| / Bob Gansler  |    |                      |  |     |

| Assistentes: Carlos Espósito Francisco Lamolina |

### Classificação
| Seleção           | Pts | J | V | E | D | GP | GC | SG |
| ----------------- | --- | - | - | - | - | -- | -- | -- |
| Costa Rica        | 11  | 8 | 5 | 1 | 2 | 10 | 6  | +4 |
| Estados Unidos    | 11  | 8 | 4 | 3 | 1 | 6  | 3  | +3 |
| Trinidad e Tobago | 9   | 8 | 3 | 3 | 2 | 7  | 5  | +2 |
| Guatemala         | 3   | 6 | 1 | 1 | 4 | 4  | 7  | −3 |
| El Salvador       | 2   | 6 | 0 | 2 | 4 | 2  | 8  | −6 |

Devido à situação política em El Salvador, além da seleção local e a Guatemala não terem chances de classificação, os jogos entre as 2 equipes foram cancelados.

## Consequências
Depois da vitória, a imprensa dos Estados Unidos apelidou o gol de Caligiuri como "o chute que foi ouvido por todo o mundo".
A derrota por 1 a 0 deixou Trinidad e Tobago em crise de confiança, esperando até 2005 para conseguir a primeira participação em uma Copa, vencendo o Bahrein na repescagem (gol do zagueiro Dennis Lawrence). Dwight Yorke, que viria a se tornar um dos principais jogadores do Manchester United na década de 1990, e Russell Latapy foram os únicos remanescentes do jogo que participaram da Copa de 2006, a única disputada por Trinidad e Tobago na história.